# 茉莉子
『茉莉子』は夏樹静子の長編小説。1999年4月に中央公論新社から出版された。生殖医学を背景とするミステリー仕立てであるが、物語色が強い。

## テレビドラマ

### 2001年
2001年6月2日にはNHKデジタル衛星ハイビジョンのの「HVサスペンス（ハイビジョンサスペンス）」枠でドラマ化され放送された。

#### 出演者
- 木野茉莉子：新山千春
- 照代：倍賞美津子
- 郷田：原田芳雄
- 吉田日出子
- 風間杜夫
- 夏八木勲
- 坂口憲二
- 志田未来

### 2006年
2006年7月25日、『恋人たちの記憶』のタイトルで日本テレビのDRAMA COMPLEX枠で放送された。

#### 出演者
- 木野茉莉子：中越典子
- 宗方俊一：加藤晴彦
- 照代：余貴美子
- 香平：石橋凌
- 佐野史郎
- 神保美喜
- 河原さぶ
- 出口結美子

#### スタッフ
- 脚本：渡辺雄介
- 演出：落合正幸